# أدا أجه
أدا أجه (بالتركية: Eda Ece) (ولدت في 20 يونيو 1990، إسطنبول)؛ ممثلة تركية. تخرجت من ثانوية شيشلي تيراكي ثم من جامعة إسطنبول للتقنية قسم علم النفس. وهي الابنة الصغرى لأسرتها المكونة من ثلاثة بنات. بدأت حياتها المهنية عام 2011 في مسلسل «السيئون السبعة». تألقت عام 2013 بدور البطولة في مسلسل «من أجل ابنتي» كما شاركت في بطولة مسلسل «أحبني هكذا» والذي تم بثه على التلفزيون التركي. في عام 2015 شاركت في بطولة المسلسل التركي «تحدث بقدر زوجك» كما شاركت في العام نفسه في بطولة المسلسل الشهير زواج مصلحة. وفي عام 2016 قامت ببطولة الفيلم الكوميدي «أخت الزوج». وفي عام 2017 شاركت في فيلم "Deli Dumrul".

## أعمالها
| أفلام سينمائية           | أفلام سينمائية                                       | أفلام سينمائية | أفلام سينمائية |
| السنة                    | العنوان                                              | الدور          | ملاحظات        |
| ------------------------ | ---------------------------------------------------- | -------------- | -------------- |
| 2013                     | Kızım İçin "من أجل ابنتي"                            | Tuğba          | بطولي          |
| 2015                     | Kocan Kadar Konuş "تحدث بقدر زوجك"                   | Ceren          | داعمة          |
| 2016                     | Kocan Kadar Konuş: Diriliş "تحدث بقدر زوجك: القيامة" | Ceren          | داعمة          |
| 2016                     | Görümce "أخت الزوج"                                  | Deniz          | بطولي          |
| 2017                     | Dede Korkut Hikayeleri: Deli Dumrul                  | Günçiçek Hatun | بطولي          |
| 2018                     | Yasak elma "التفاح المحرم"                           | Yıldız         |                |
| مسلسلات وبرامج تلفزيونية |                                                      |                |                |
| السنة                    | العنوان                                              | الدور          | ملاحظات        |
| 2003                     | Hayat Bilgisi "علوم الحياة"                          | Sude           | ضيف            |
| 2011                     | Pis Yedili "السيئون السبعة"                          | Günçiçek       | بطولي          |
| 2014                     | Beni Böyle Sev "أحبني هكذا"                          | Zeyno          | ضيف            |
| 2015                     | زواج مصلحة                                           | إيليف (رفيف)   | بطولي          |
| 2018                     | التفاحة الممنوعة                                     | يلديز          | بطولي          |

## وصلات خارجية
- أيدا ايجي على موقع IMDb (الإنجليزية)
- أيدا ايجي على موقع روتن توميتوز (الإنجليزية)
- أيدا ايجي على موقع أول موفي (الإنجليزية)
- أيدا ايجي على موقع قاعدة بيانات الفيلم (الإنجليزية)